# Sparks Fly
Sparks Fly es el único álbum de estudio de la actriz y cantante estadounidense Miranda Cosgrove. Fue publicado el 27 de abril de 2010 por Sony Music y Columbia Records. Tras debutar musicalmente en la banda sonora de iCarly en 2008, Cosgrove comenzó a planear su primer álbum con el sello Columbia. Musicalmente, Sparks Fly es un disco de pop que incorpora elementos electropop. En la producción del álbum colaboraron varios productores, entre ellos Dr. Luke, the Matrix, Espionage, Rock Mafia, Darkchild y Max Martin.
Sparks Fly vendió 36.000 copias en su primera semana y alcanzó el número 8 en la lista Billboard 200 de Estados Unidos. "Kissin U" fue lanzado como único sencillo del álbum en marzo de 2010, alcanzando el número 54 en la lista Billboard Hot 100. Algunos elogiaron la capacidad vocal de Cosgrove y la compararon con la de Miley Cyrus, mientras que otros se mostraron poco impresionados con el álbum y criticaron la producción y el contenido lírico, calificándolo de predecible y poco original. Cosgrove promocionó el álbum principalmente a través de actuaciones en directo, incluyendo un segmento de concierto en Today, así como el Dancing Crazy Tour en 2011, donde promocionó tanto Sparks Fly como su segundo  extended play High Maintenance.

## Antecedentes
La carrera musical de Cosgrove comenzó con la grabación de la canción principal de la serie de televisión de  Nickelodeon iCarly llamada "Leave It All to Me", en la que Cosgrove es la protagonista de la serie. La canción cuenta con la participación de su excompañero de reparto en Drake & Josh Drake Bell, y fue escrita por Michael Corcoran, uno de los miembros de la banda de Bell. Tras el éxito de iCarly, Columbia Records lanzó un álbum de banda sonora de la serie el 10 de junio de 2008. El álbum de la banda sonora incluía cuatro canciones grabadas por Cosgrove que son "Leave It All to Me", "Stay My Baby", "About You Now" y "Headphones On". Cosgrove declaró: "Antes de eso, no me veía haciendo un álbum, pero cuando pasé un tiempo en el estudio haciendo el tema y vi lo divertido que era, quise volver."
En julio de 2008, Cosgrove anunció oficialmente sus planes para un álbum en solitario, declarando que el álbum era "diferente" de sus contribuciones a iCarly, con ella "co-escribiendo y metiéndome de lleno en ello," y diciendo que "[Estoy] interpretando un personaje en iCarly, pero esto muestra más de mí misma. Algunas personas podrían pensar que sólo soy otra actriz que saca un álbum, pero yo quería demostrar que soy más que eso". El álbum tardó dos años en hacerse, y el director de marketing de Columbia Records, Chris Poppe, declaró en mayo de 2010 que "Miranda empezó a trabajar en [el álbum] a los 14 años, y ahora tiene 16. La diferencia entre esas dos edades es enorme. La diferencia entre esas dos edades es enorme, y las canciones han tenido que crecer con ella".
El 5 de febrero de 2009, Cosgrove lanzó su primer disco en solitario; el EP de cinco canciones About You Now en exclusiva en la iTunes Store. El EP incluía el tema titular "About You Now", una remezcla del mismo, una remezcla de "Stay My Baby", "F.Y.I." y "Party Girl".
En febrero de 2010, Cosgrove anunció que el primer sencillo del álbum se titularía "Kissin U", que el público escuchó por primera vez en directo en una entrevista con Ryan Seacrest. El título del álbum Sparks Fly procede de las dos primeras palabras de "Kissin U". La lista de canciones, incluidas las cuatro canciones extra de la edición de lujo, se anunció en Tommy2.net el 12 de marzo de 2010, y la carátula se reveló más tarde, el 19 de marzo de 2010. La canción "Daydream" fue co-escrita y grabada originalmente por Avril Lavigne, co-escrita por Chantal Kreviazuk y producida por Raine Maida, y fue planeada para el segundo álbum de estudio de Lavigne Under My Skin. La canción "Disgusting" fue co-escrita y originalmente grabada por Kesha, co-escrita por Pebe Sebert y Sheppard Solomon y Tom Meredith, quien la produjo con HitmanKTI, y fue planeada para el álbum de estudio debut de Kesha Animal. Ambas canciones quedaron inéditas y finalmente fueron grabadas por Cosgrove. La canción "Shakespeare" es un Cover, coescrito y grabado originalmente por Susan Cagle, co-escrita por Jason Brett Levine y fue lanzada como sencillo en el álbum debut auto-grabado de Cagle The Subway Recordings. La canción fue producida por John Shanks y HitmanKTI para este álbum. La canción "Adored" fue co-escrita por Cosgrove y the Matrix, que la produjo y fue una descarga digital gratuita dos años antes del lanzamiento oficial del álbum, primero como una mezcla en bruto y más tarde como una versión totalmente masterizada. La canción "Charlie" fue coescrita por Nicole Morier y Greg Kurstin quien la produjo y fue lanzada como bonus track exclusivamente en la edición de lujo de iTunes del álbum.

## Composición
Cosgrove ha declarado que en el álbum estaba tratando de encontrar su propio estilo, por lo que el álbum experimenta con varios tipos diferentes de música. En una entrevista, Cosgrove declaró que había intentado poner un poco de su propio estilo en todas y cada una de las canciones del álbum. Cosgrove describió el sencillo principal del álbum "Kissin U", como "una canción muy feliz y dulce". Las canciones del álbum tratan generalmente sobre el amor y las relaciones. Cosgrove ha declarado que esto no fue intencionado, pero que se dio cuenta de ello después de haber elegido todas las canciones del álbum.
En su crítica del álbum, Portrait Magazine afirmó que el álbum iba dirigido a los adolescentes, diciendo,
El veredicto sobre el esfuerzo musical de Miranda es, como su álbum, un poco confuso. No creo que esté en el punto de estar en la radio convencional; le queda un poco de trabajo por hacer antes de eso. Pero sus canciones bubblegum son lo bastante buenas como para sonar en emisoras de radio infantiles, como Radio Disney, por ejemplo. Su sonido actual, mezcla de ritmos club y pop dulce y azucarado, probablemente pegará bien entre los más jóvenes. Pero no sé si alguien mayor de trece años querrá escuchar su álbum tan a menudo. Temas como "Disgusting" probablemente gustarán a los adolescentes de más edad, pero cuando ya pueden escuchar a su autora en la radio, no veo la necesidad de que compren este álbum.
Un álbum esencialmente pop, Sparks Fly exhibe otros elementos y armonías multipista. "Kissin U", "Shakespeare", "Disgusting" y "Charlie" presentan una melodía pop pegadiza y "Adored", "What Are You Waiting For?" y "Hey You" presentan la pop balada. Otras armonías fueron los temas electropop "BAM", "Oh Oh", "There Will Be Tears" y "Brand New You", el tema R&B "Beautiful Mess" y el pop rock "Daydream". "BAM" fue producido por Antonina Armato (que ha trabajado con Miley Cyrus y Selena Gomez), Tim James y Rodney Jerkins (que ha trabajado con Britney Spears, Brandy, Janet Jackson y Destiny's Child). "Daydream" fue escrita por Avril Lavigne. "Kissin U" y "Oh Oh" fueron producidas por Dr. Luke y Max Martin, respectivamente, los mayores productores de la época.
Teenink también alabó el contenido lírico y la naturaleza amistosa de la música, afirmando: "A cualquier chica le encantaría este álbum porque es optimista y describe la forma en que la mayoría de las chicas se sienten cuando están enamoradas. Sparks Fly es un CD maravilloso porque es alegre y tiene música con la que es muy fácil identificarse. Puede que el amor te duela y te rompa el corazón, pero seguro que este álbum te hará sonreír". Más adelante añadieron: "El álbum Sparks Fly tiene un buen ritmo musical y letras positivas. La canción BAM tiene un ritmo rápido y es fácil identificarse con ella. [...] Esta canción dice que una vez que encuentras a la persona que amas, todo lo demás no importa, porque lo único importante es estar con la persona que amas".

## Promoción
Para promocionar el álbum, Cosgrove interpretó el sencillo "Kissin U" en directo en el pre-show de los Kids Choice Awards. Nickelodeon también emitió un especial de televisión titulado 7 Secrets: Miranda Cosgrove, que se emitió el 24 de abril de 2010. El programa, de media hora de duración, reveló cosas sobre Cosgrove, como por ejemplo cómo empezó en el negocio, hasta algunos de sus momentos más embarazosos. Los días siguientes al lanzamiento del álbum, Cosgrove firmó varios discos y apareció en varias ocasiones, incluyendo una parada en un Toys-R-Us en Nueva York. Cosgrove se embarcó en una gira promocional de radio, y ha hecho apariciones en conciertos de radio en el verano de 2010. El 6 de septiembre de 2010, interpretó "Kissin U", "BAM" que fue escrita y producida por Rock Mafia y Darkchild, y "About You Now" que es un Cover, coescrito por Cathy Dennis y Dr. Luke, quien la produjo, y fue grabada originalmente por Sugababes y lanzada como sencillo de su quinto álbum de estudio Change, en Today. En un episodio especial de iCarly, temporada 4: episodio 5 titulado "iDo", Cosgrove interpretó la canción "Shakespeare" en una boda (en el personaje de Carly Shay). La canción se interpreta cuando la novia tiene dudas sobre la boda debido a su amor por el hermano mayor de Carly, Spencer (interpretado por Jerry Trainor). La canción la canta Carly para recordar a la pareja lo enamorados que están.

Cosgrove encabezó su propia gira, titulada Dancing Crazy Tour que lleva el nombre del sencillo de Cosgrove "Dancing Crazy" coescrito por Avril Lavigne con Max Martin y Shellback, quien lo produjo y fue lanzado en el segundo EP de Cosgrove High Maintenance que fue lanzado el 15 de marzo de 2011. La gira comenzó el 24 de enero de 2011 y finalizó el 10 de agosto de 2011, debido a que Cosgrove sufrió una fractura de tobillo por un choque en el autobús de la gira. Cosgrove reanudó la gira al año siguiente. La gira contó con fechas en el House of Blues en Houston, Texas, y Anaheim, California. También actuó en varios teatros durante la gira, en ciudades como Atlanta, GA, Tampa, FL y Orlando FL. Cosgrove abrió la gira en su primer concierto diciendo: 
"Antes siempre pensaba que solo iba a ser actriz, pero ahora me estoy inclinando también por la música y el canto. Al principio, no pensaba demasiado en mi sonido. Sólo intentaba descubrir qué tipo de música era realmente yo y lo mío. Pero mis canciones tratan de las experiencias por las que he pasado, y cuando las canto, intento ponerme en ellas, así que espero que mi música me refleje".

Acompañando a Cosgrove en la gira estaba Greyson Chance, que saltó a la fama cuando un vídeo suyo cantando    "Paparazzi" de Lady Gaga surgió en el popular sitio web para compartir vídeos YouTube. Chance interpretó varias de sus canciones originales, así como versiones de artistas famosos. La gira fue un éxito económico. El segundo espectáculo de la gira, que tuvo lugar en Minneapolis, vendió alrededor del 54% de sus entradas. Los ingresos brutos totales del espectáculo fueron de 37.256 dólares. El cuarto espectáculo de la gira, que tuvo lugar en Rosemont, Illinois, tuvo mucho más éxito, vendiendo el 90% de las entradas disponibles. Los ingresos brutos totales del espectáculo fueron de 118.435 dólares.

## Recepción

### Comentarios de la Crítica
En general, el álbum ha tenido una acogida desigual por parte de la crítica. Stephen Thomas Erlewine, que reseñó el álbum para AllMusic, le dio una crítica negativa, afirmando que "Miranda termina enterrada bajo el peso de la producción en Sparks Fly - a menudo parece una mezcla de Miley Cyrus y Kesha". Erlewine también afirmó que "Sparks Fly está adornada con modernos ritmos de Música electrónica y ganchos helados, pero el brillo de la superficie vidriosa se enfrenta al encanto natural que Cosgrove muestra en iCarly y la banda sonora que la acompaña. " Sin embargo, Jeff Giles de Popdose hizo una crítica más positiva del álbum, afirmando "...Sparks Fly es un bocado perfecto de pop de tamaño perfecto. - En otras palabras, canciones sobre chicos y chicas, escritas por hombres y mujeres, e interpretadas por algunos de los mejores veteranos del negocio". Greg Victor, de Parcbench, también hizo una crítica positiva del álbum, así como de la propia Cosgrove, afirmando: "Está brillantemente producido y no te defraudará si buscas música divertida, nueva y sin complicaciones." También se refirió a Cosgrove como artista: "Es una voz fresca que destaca en un campo superpoblado de princesas del pop". La crítica terminó con Victor otorgando al álbum tres de cuatro estrellas. Sparklingstar.net también le dio al álbum una crítica positiva, y declaró que "Sparks Fly tiene ese sonido y canciones clásicas de los álbumes pop, si eres fan de Miley Cyrus y Britney Spears serás fan de Miranda, una cosa que debo decir es que su voz suena muy bien en todo el CD, y se lo tomó para encontrar canciones que encajen con su voz."
Commonsensemedia.org dio al álbum una crítica mixta, diciendo: "Fórmico en el mejor de los casos, dolorosamente predecible en el peor, Sparks Fly sólo podría ser atractivo para los oídos más jóvenes, no hastiados por cientos de lanzamientos de sonido similar. Miranda Cosgrove aporta una sinceridad única a este enamoramiento Bubblegum pop, y a pesar de la olvidable pop instrumental que lo acompaña, su mensaje llega alto y claro. Con una pizca de actitud valiente, salva el CD de ahogarse completamente en un mar de dulzura." Starletinc.com también fue mixta en su crítica, diciendo que "Este es un primer intento de Miranda como artista de grabación y lo hizo bastante bien. Todavía le falta un poco de identidad, pero eso no es nada chocante para una chica de dieciséis años, sobre todo cuando su principal oficio es el de actriz en lugar de artista de grabación [...] Si bien no es nada especial, sigue siendo lo suficientemente agradable de escuchar." La crítica terminaba otorgando a Sparks Fly tres de cinco estrellas.
Erin Clendaniel, de Billboard, dijo en su crítica del álbum: "Lleno de música Pop dulce y sacarina y ritmos que uno esperaría de una actriz de Nickelodeon. La actriz de televisión Miranda Cosgrove, protagonista de iCarly, ha publicado su álbum debut, Sparks Fly, que ofrece un paquete completo para adolescentes. La producción de The Matrix y Espionage, entre otros, realza la entrega bastante estándar de Cosgrove, pero algunas de sus letras son extrañamente vagas. Sobre una melodía electropop en la canción "Disgusting" (coescrita por Kesha), Cosgrove canta: Es asqueroso cómo me cambias de bandido a bebé. Y la balada a piano "Hey You" alude brevemente a la mitología griega de Ícaro y Dédalo, mientras que "Shakespeare" menciona a Jeff Buckley (que murió en 1997, cuando Cosgrove tenía sólo 4 años). Por otra parte, junto con las guitarras alegres y la caja de ritmos en el himno girl-power There Will Be Tears, la cantante canta alegremente sobre ser "la que se escapó". Es probable que los padres se cansen de ella rápidamente, pero Sparks Fly seguramente se repetirá en los monovolúmenes de todo el país.

### Recepción Comercial
Sparks Fly vendió 36.000 copias en su primera semana, lo que le valió la octava posición en el Billboard 200 en la edición del 5 de mayo de 2010. El álbum pasó una semana dentro del top 10, antes de caer la semana siguiente. Sparks Fly" permaneció cinco semanas en el Top 50, antes de descender rápidamente. El álbum también ha tenido éxito en otros países. En México, el álbum debutó en el número 84. La semana siguiente, el álbum cayó doce puestos. La semana siguiente, el álbum cayó doce puestos hasta el 96. El álbum ha vendido actualmente un total de 3.000 copias allí. El álbum también tuvo éxito en las listas musicales de Austria, donde consiguió situarse dentro del Top 50 de la lista de álbumes, entrando en el número 46. El álbum también estuvo una semana en las listas de álbumes alemanas, debutando y alcanzando el número 96. En la lista de álbumes suiza, el álbum alcanzó un máximo dentro del Top 40, debutando en el número 35 de la lista.

## Lista de canciones
| Sparks Fly track listing |                       |                      |          |  |
| N.º                      | Título                | Producer(s)          | Duración |  |
| 1.                       | «Kissin U»            | Dr. Luke Ammo        | 3:18     |  |
| 2.                       | «BAM»                 | Rock Mafia Darkchild | 2:51     |  |
| 3.                       | «Disgusting»          | Solomon Meredith     | 3:39     |  |
| 4.                       | «Shakespeare»         | John Shanks          | 3:42     |  |
| 5.                       | «Hey You»             | Greg Wells           | 3:57     |  |
| 6.                       | «There Will Be Tears» | Ammo Kool Kojak      | 3:14     |  |
| 7.                       | «Oh Oh»               | Martin Meredith      | 2:54     |  |
| 8.                       | «Daydream»            | Raine Maida          | 3:11     |  |
| 25:18                    |                       |                      |          |  |

| Deluxe edition bonus tracks |                             |                                     |          |  |
| N.º                         | Título                      | Producer(s)                         | Duración |  |
| 9.                          | «Brand New You»             | Espionage                           | 3:33     |  |
| 10.                         | «What Are You Waiting For?» | Espionage                           | 3:35     |  |
| 11.                         | «Adored»                    | The Matrix                          | 3:32     |  |
| 12.                         | «Beautiful Mess»            | Desmond Child Christy Vella Swayney | 3:03     |  |
| 41:01                       |                             |                                     |          |  |

| iTunes Store deluxe edition / 2017 digital deluxe reissue |           |             |          |  |
| N.º                                                       | Título    | Producer(s) | Duración |  |
| 13.                                                       | «Charlie» | Kurstin     | 3:13     |  |
| 44:14                                                     |           |             |          |  |

| Japanese edition |                                       |                      |          |  |
| N.º              | Título                                | Producer(s)          | Duración |  |
| 1.               | «Kissin U»                            | Dr. Luke Ammo        | 3:18     |  |
| 2.               | «Disgusting»                          | Solomon Meredith     | 3:38     |  |
| 3.               | «High Maintenance» (con Rivers Cuomo) | Alexander Cuomo      | 3:09     |  |
| 4.               | «Dancing Crazy»                       | Martin Shellback     | 3:40     |  |
| 5.               | «There Will Be Tears»                 | Ammo Kojak           | 3:13     |  |
| 6.               | «Kiss You Up»                         | McDonald             | 3:06     |  |
| 7.               | «Shakespeare»                         | Shanks               | 3:42     |  |
| 8.               | «Daydream»                            | Maida                | 3:10     |  |
| 9.               | «About You Now»                       | Dr. Luke             | 3:11     |  |
| 10.              | «Oh Oh»                               | Martin Meredith      | 2:53     |  |
| 11.              | «Hey You»                             | Wells                | 3:56     |  |
| 12.              | «Face of Love»                        | Secon Cutler Preven  | 3:32     |  |
| 13.              | «BAM»                                 | Rock Mafia Darkchild | 2:50     |  |
| 14.              | «Sayonara»                            | Kurstin              | 2:41     |  |
| 15.              | «Leave It All to Me» (con Drake Bell) |                      | 2:41     |  |
| 48:40            |                                       |                      |          |  |

## Sencillos
"Kissin U" es el principal y único sencillo del álbum. Además de ser el sencillo principal de este álbum, junto con "Adored" fueron las dos únicas canciones que Cosgrove coescribió para el mismo. La letra habla de la sensación que Cosgrove tiene al besar a su novio. Tanto la letra como la melodía fueron recibidas positivamente por varios críticos musicales. La canción se publicó en iTunes el 22 de marzo de 2010. El sencillo debutó en el puesto 87 de la lista Billboard Hot 100, después de entrar en la lista de canciones digitales la semana anterior. La canción alcanzó el puesto 54. También es su primer sencillo en las listas de éxitos fuera de Estados Unidos, entrando en las listas de Alemania y Austria, entre otros países. El vídeo musical fue dirigido por Alan Ferguson, y muestra a Cosgrove y a su interés amoroso mientras flirtean haciendo cosas cotidianas. El vídeo también incluye escenas de Cosgrove cantando y paseando por la playa.
"Daydream" y "Disgusting" se lanzaron exclusivamente en iTunes en Japón como sencillos promocionales.

## Posicionamiento en Listas

### Semanales
| Chart (2010)                    | Peak position |
| ------------------------------- | ------------- |
| Austria (Ö3 Austria)            | 46            |
| Alemania (Media Control Charts) | 96            |
| Suiza (Schweizer Hitparade)     | 35            |
| Estados Unidos (Billboard 200)  | 8             |

## Personal
- David Campbell - arreglos de cuerda
- Miranda Cosgrove - voz principal
- John Hanes - mezcla
- Clyde Haygood - peluquero
- Steven Jensen - dirección
- Rodney Jerkins - productor
- Devrim Karaglu - programación
- Jennifer Karr - coros
- Suzie Katayama - contratista
- Claude Kelly - coros
- The Kids - estilista
- Martin Kirkup - dirección
- Kool Kojak - ingeniero, músico, productor, programación
- Bill Lefler - batería
- Natalie Leggett - violín
- Tom Lord-Alge - mezclas
- Nigel Ludemo - ingeniero
- Ian McGregor - ingeniero
- Raine Maida - bajo, ingeniero, guitarra acústica, productor, programación
- Bonnie McKee - coros
- Tom Meredith - ingeniero, músico, productor, programación
- Armen Pakchian - asistente
- Alyssa Park - violín
- Sara Parkins - violín
- Steve Richards - violonchelo
- Tim Roberts - asistente
- Rock Mafia - productor
- Jeff Rothschild - batería, ingeniero, mezcla
- John Shanks - bajo, guitarra, teclados, productor
- Sidh Solanki - productor vocal
- Sheppard Solomon - productor
- Teresa Stanislav - violín
- Rudolph Stein - violonchelo
- Shari Sutcliffe - coordinación de producción
- Miranda Penn Turin - fotografía
- Josefiha Vergara - violín
- Greg Wells - bajo, batería, guitarra, mezclas, piano, productor
- Rob Wells - programación
- Paula Winger - coros
- Lucy Woodward - coros
- Emily Wright - productora vocal